# Koghes
Koghes (in armeno Կողես?, anche chiamato Koges e Kogos; precedentemente Karmir Agek) è un comune dell'Armenia di 401 abitanti (2001) della provincia di Lori.